# Ґрохи-Лентовниця
Ґрохи-Лентовниця (пол. Grochy-Łętownica) — село в Польщі, у гміні Замбрув Замбровського повіту Підляського воєводства.
Населення — 53 особи (2011).
У 1975-1998 роках село належало до Ломжинського воєводства.

## Демографія
Демографічна структура станом на 31 березня 2011 року:
|          | Загалом | Допрацездатний вік | Працездатний вік | Постпрацездатний вік |
| -------- | ------- | ------------------ | ---------------- | -------------------- |
| Чоловіки | 28      | 7                  | 16               | 5                    |
| Жінки    | 25      | 4                  | 14               | 7                    |
| Разом    | 53      | 11                 | 30               | 12                   |